# Dagnja
Dagnja ili mušlja je rod školjki koje žive na stenama, molovima, podvodnim stubovima i brodovima.
Za vreme oseke ljuštura se tako čvrsto zatvori da nekoliko sati, a ponekad i nekoliko dana mogu opstati na suvom. Stopalo kod dagnje izlazi na zadnji kraj tela i koristi ga da se oslobodi niti bisusa koji izlazi na prednjem kraju tela. Kreće se puzeći po podlozi.
Različite vrste su jestive, pa se danas uzgajaju na mnogim mestima na primorju. Te vrste naseljavaju atlantske i sredozemne vode.

## Vrste u okviru roda
- Conrad, 1837  - kalifornijska dagnja
- (Hupé, 1854)
- Linnaeus, 1758  - plava dagnja, jestiva plava dagnja
- Powell, 1958
- Lamarck, 1819  - mediteranska dagnja
- Gould, 1850

## Literatura
1. 1 2  Markon E, Monđini M. 2000. Sve životinje sveta. IKP Evro, Beograd.